# Kanton Argentan-2
Kanton Argentan-2 (francouzsky Canton d'Argentan-2) je francouzský kanton v departementu Orne v regionu Normandie. Byl vytvořen při reformě kantonů v roce 2014. Sestává ze 33 obcí a části města Argentan.

## Obce kantonu (květen 2016)
- Argentan (část)
- Aubry-en-Exmes
- Avernes-sous-Exmes
- Bailleul
- Le Bourg-Saint-Léonard
- Chambois
- La Cochère
- Coudehard
- Coulonces
- Courménil
- Écorches
- Exmes
- Fel
- Fontaine-les-Bassets
- Ginai
- Guêprei
- Louvières-en-Auge
- Merri
- Mont-Ormel
- Montreuil-la-Cambe
- Neauphe-sur-Dive
- Omméel
- Ommoy
- Le Pin-au-Haras
- Saint-Gervais-des-Sablons
- Saint-Lambert-sur-Dive
- Saint-Pierre-la-Rivière
- Silly-en-Gouffern
- Survie
- Tournai-sur-Dive
- Trun
- Urou-et-Crennes
- Villebadin
- Villedieu-lès-Bailleul